# Silvestro Guzzolini

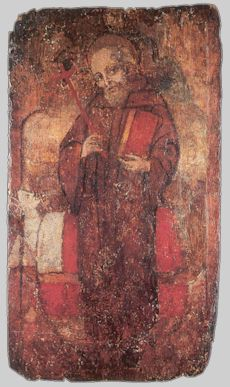
Wandbild des Heiligen Silvestro Guzzolini im Kloster in Montefano

Silvestro Guzzolini (* um 1177 in Osimo bei Ancona (Italien); † 26. November 1267 in Fabriano) war ein italienischer Geistlicher, Abt und Ordensgründer der Silvestriner. Er wurde 1598 heiliggesprochen.

## Leben
Silvestro Guzzolini kam als Sohn eines adeligen Juristen zur Welt. Als Nachfolger seines Vaters sollte er ebenfalls Jurist werden, er studierte deshalb in Padua und Bologna Rechtswissenschaft. Gegen den Willen seines Vaters begann er ein Studium der Theologie.
Sein erstes Priesteramt übte er im Bistum Osimo als Kanoniker aus und arbeitete als Seelsorger. Die langwierigen Auseinandersetzungen mit seinem Ortsbischof veranlassten ihn schließlich 1227 als Eremit zu leben. Er zog sich in eine Felsenhöhle, unweit von Osimo, zurück und lebte dort drei Jahre in kompletter Einsamkeit.
Danach schlossen sich ihm weitere Mitbrüder an, was dazu führte, dass er 1231 auf dem Monte Fano bei Fabriano ein Kloster baute und gemeinsam mit seinen Schülern nach den Regeln des Hl. Benedikt von Nursia lebte. Silvestro legte neben dem Gelübde nach den Evangelischen Räten der Armut, des Gehorsams und der Keuschheit zusätzlich großen Wert auf das Fasten, auf die Seelsorge, die Predigt und die Abnahme der Beichte.
Unter seiner Leitung wurden weitere Klöster erbaut, andere Klöster suchten die Gemeinsamkeit und in wenigen Jahren wuchs die Ordensgemeinschaft heran. Am 27. Juni 1247 erhielt die Kongregation von Papst Innozenz IV. die Genehmigung und führte von da an den Namen „Silvestriner“.

## Verehrung
Nach seinem Tode wurde Silvestro Guzzolini in der Kirche St. Silvestro auf dem Monte Fano bestattet. Der Reliquienschrein befindet sich heute noch auf dem Hauptaltar. 1598 kanonisierte Papst Clemens VIII. den Ordensgründer, der Festtag wurde auf den 26. November festgelegt. Der Heilige wird in einem schwarzen Benediktinergewand dargestellt, zusätzliche Attribute sind ein Sarg mit einem männlichen Leichnam oder die Darreichung der Heiligen Kommunion durch Maria. Die Darstellung mit dem Sarg geht auf die Legende zurück, nach der er am Sarg seines besten Freundes den Entschluss fasste Eremit zu werden.